# قانون شابليي

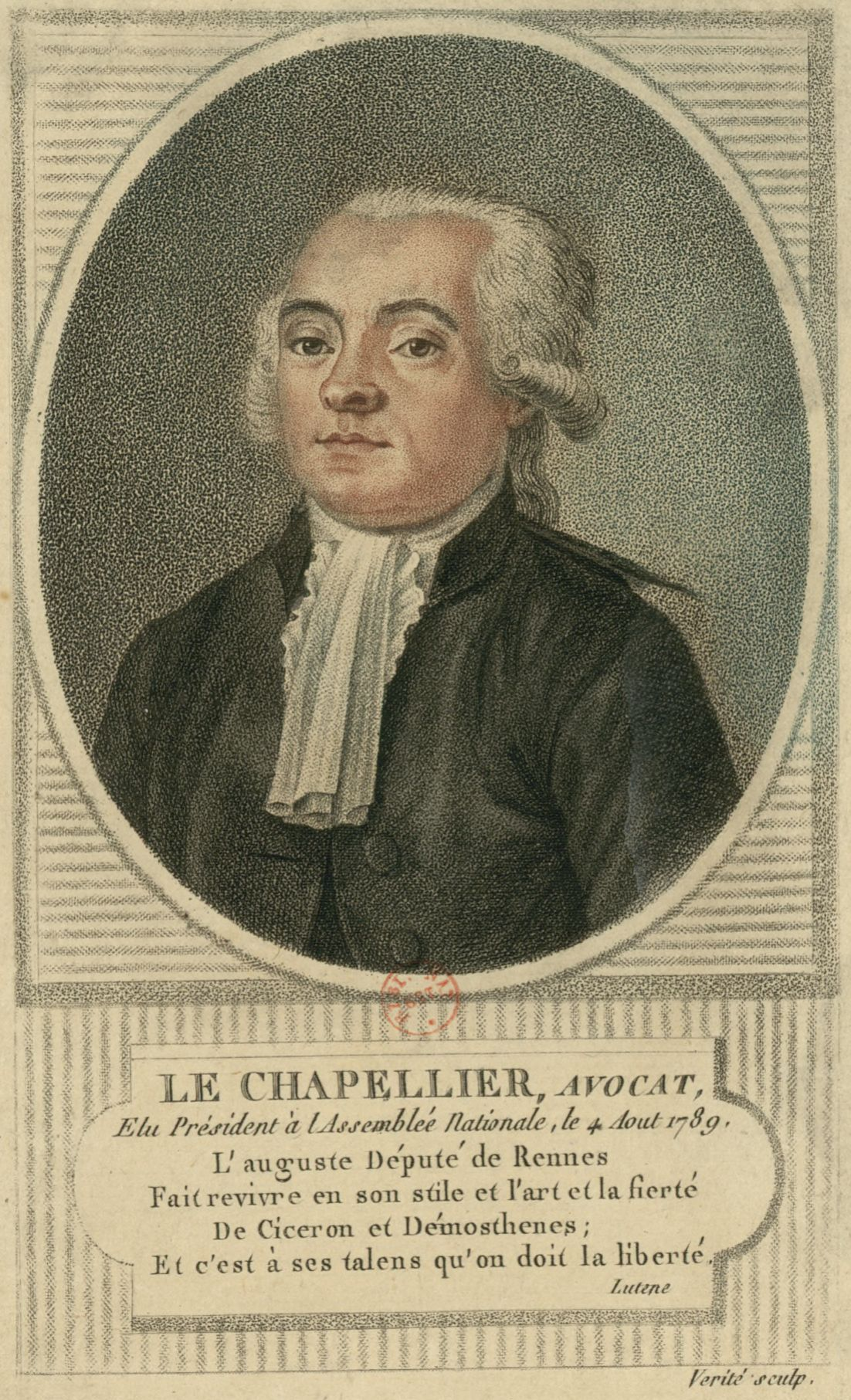
كاريكاتور إسحاق شابليي في لعبة بيريبي.

قانون شابليي هو قانون صدر في فرنسا بتاريخ 14 يونيو 1791 من طرف المحامي الفرنسي إسحاق شابليي تتميما لمرسوم ألارد الصادر يومي 2 و17 مارس 1791 سواء في أهدافه أوتسلسله الزمني، بموجبه تحظر المنظمات العمالية خاصة النقابات، وكذا التجمعات ومظاهرات الفلاحين والعمال وحتى الرفقاء.

## القانون

### أصول
تم تسمية القانون باسم المحامي في برلمان بريتاني ثم النائب الوطني في العقارات العامة لعام 1789 إسحاق لو شابلييه وهو مؤلفه ويقدمه إلى الجمعية الوطنية. يحظر هذا القانون النظام العام للممارسة الجماعية للمهن العمالية (الشركات)، مع كافة الضوابط الاجتماعية المحددة، وبالتالي نظام الإعفاء للمصانع المميزة. وبشكل عام جميع أسواق المزارعين
وفي بيانه التمهيدي للأسباب أمام مجلس الأمة، ويصف لو شابلييه، مما يثير الذعر، حركة ما قبل النقابات حيث يسعى العمال، المتحدون في تجمعات "منتشرة في جميع أنحاء المملكة"، إلى فرض حد أدنى للأجور مقابل المعدل اليومي للعامل، وإنشاء جمعيات إغاثة تابعة للبلدية. باريس مما يسمح لهذه الممارسات بالتطور. ولا يترك خطابه أي مجال للشك حول الهدف الحقيقي لقانونه: النقابيات العمالية. ومبرراته غارقة في الخطاب الليبرالي. رفضًا للهيئات الوسيطة العزيزة على مونتسكيو، وبروح ليلة 4 أغسطس 1789، يؤكد خطابه: “لا شك أنه يجب السماح لجميع المواطنين بالتجمع؛ ولكن لا يجوز السماح للمواطنين العاملين في مهن معينة بالتجمع من أجل ما يسمى بمصالحهم المشتركة؛ لم تعد هناك أية شركة في الدولة؛ ولم يبق إلا المصلحة الخاصة لكل فرد، والمصلحة العامة. لا يجوز لأحد أن يلهم المواطنين بمصلحة متوسطة، أو أن يفصلهم عن الشؤون العامة من خلال الروح الجماعية. ولذلك يجب أن نعود إلى المبدأ القائل بأن الاتفاق الحر بين الأفراد هو الذي يحدد اليوم لكل عامل. القانون مستوحى من العقد الاجتماعي لجان جاك روسو، والذي تناول لو شابلييه فقرات كاملة منه في عرضه.
والمناقشة التالية مختصرة جداً. ومن دون الطعن في الأسس الموضوعية للتصويت، حاول محامي كليرمون جان فرانسوا غوتييه دي بيوزات (الذي كان آنذاك من يسار الجمعية) في البداية، دون جدوى، تأجيل التصويت إلى اليوم التالي. وأعرب عن قلقه من أن هذا القانون يهدد حق المواطنين في التجمع وتكوين الجمعيات. ثم يطلق أحد المواضيع النادرة التي يبدو أنها تهم هذه الجمعية: حول ضرورة أو عدم ضرورة الإدانة الصريحة لـ "المدعين العامين في شاتليه" الذين يسعون، بنفس الأساليب النقابية، إلى الحفاظ على احتكارهم في مزادات المضبوطات، ضد "الآخرين". المحامون لم يكونوا جزءًا من شركتهم"!
يتبع القانون مرسوم ألاردي الصادر في 2 و17 مارس 1791 بشكل وثيق للغاية، سواء من حيث أهدافه أو من حيث قربه التاريخي. وسيساهم مرسوم بيير دالاردي أيضًا في إرساء حرية ممارسة النشاط المهني من خلال التأكيد على المبدأ التالي: "سيكون لأي شخص الحرية في القيام بمثل هذا العمل أو ممارسة تلك المهنة أو الفن أو التجارة التي يجدها جيدة". لكن قانون لو شابلييه يمدد مرسوم ألاردي بطريقة قمعية. فهو لا يحظر على الجمعيات تحديد الأهداف من حيث الرواتب أو التفاوض على الأسعار فحسب، بل يحظر أيضا على السلطات العامة أخذها في الاعتبار وقبول التماساتها، أو حتى من التعامل مع أصحاب هذه الالتماسات (ما لم يتوبوا علنا). ) ، وكل ذلك تحت طائلة الغرامة 1000 جنيه والسجن ثلاثة أشهر. "التجمعات العمالية التي تهدف إلى إعاقة الحرية التي يمنحها الدستور للعمل الصناعي ستعتبر تجمعات مثيرة للفتنة. » (المادة الثامنة)
يساهم القانون، بموجب المرسوم الصادر في 18 أغسطس 1792، في حل الجامعة وكليات الطب، باسم الممارسة الحرة للطب، دون الحاجة إلى إكمال الدراسات الطبية أو الحصول على دبلوم، حتى إنشاء المدارس الصحية في باريس ومونبلييه وستراسبورغ في 4 ديسمبر 1794.
تماشيًا مع مبادئ الفيزيوقراطية، يهدف هذا القانون إلى ضمان حرية المشاريع والتأسيس، المصممة وفقًا لمبادئ إعلان حقوق الإنسان والمواطن لعام 1789 كوسيلة لضمان إثراء الأمة والتقدم الاجتماعي.

### عواقب
القضاء على جميع مجتمعات الممارسة الجماعية للمهن، كان لقانون لو شابلييه تأثير في تدمير النقابات والشركات ومجموعات المصالح الخاصة (انظر الوسيط المحلف)، وبالتالي تدمير استخدامات وعادات هذه الهيئات. منذ عام 1800، أثارت بين عمال النجارين تشكيل رابطات دفاع خاصة، تسمى النقابات، والإضرابات، والتي سمحت بقمعها طوال القرن التاسع عشر بأكمله تقريبًا. وعلى الرغم من حظرها أيضًا، إلا أن القانون فشل في منع تشكيل نقابات حقيقية لأصحاب العمل. وبالمثل، لا يمكن للقانون أن يمنع تنظيم جمعيات المرافقة. علاوة على ذلك، اعتبرت التعاونيات العمالية، التي تطورت منذ عام 1834، باستثناء فترة وجيزة في ظل الجمهورية الثانية، في عام 1848، ائتلافات حتى قانون 24 يوليو 1867 بشأن الشركات، الذي اعترف بها كوضع قانوني، بما في ذلك فصل تسمى "الشركات ذات رأس المال الشخصي والمتغير".